# Abbaye Notre-Dame de Pontron
L'abbaye Notre-Dame de Pontron est une ancienne abbaye cistercienne, fondée par l'ermite Clément qui construisit une chapelle en ce lieu et qui l'offrit à l'abbaye cistercienne du Louroux à Vernantes en Anjou. L'abbaye de Pontron est située entre les communes du Louroux-Béconnais, La Cornuaille, de Villemoisan dans le canton du Louroux-Béconnais. Elle prit le nom de "Pontron" en raison de son emplacement situé à côté d'un pont enjambant la rivière Romme, petit affluent de la Loire.

## Historique

### La fondation
Dans les premières années du XIIe siècle, un ermite nommé Clément, avait bâti sa cabane dans cette forêt mal famée et déserte. Il commença à construire une chapelle. Clément est à l'origine des démarches rapprochant son ermitage de l'ordre de Citeaux.
Le 22 mai 1134, l'abbé Martin, avec le consentement de l’évêque d’Angers, Ulger, et de deux donataires, vint consacrer l'édifice religieux et y installer une première colonie, dont le premier abbé élu fut Foulques. En 1139, la fondation fut confirmée par une bulle du pape Innocent II. L'abbé Foulques envoya deux moines pour jeter les premiers fondements d'une nouvelle abbaye cistercienne dans le diocèse de Nantes, l'abbaye de Melleray. L'abbaye de Pontron est fille de l'abbaye du Loroux à Vernantes. De nombreuses confusions sont issues de la proximité des toponymes (l'abbaye de Pontron est sur la commune du Louroux-Béconnais et celle du Loroux est sur la commune de Vernantes (49)
Pendant plusieurs siècles l'abbaye de Pontron vécut dans la prière, le travail, la pratique de la charité, le défrichage des champs, la régulation des cours d’eau afin de les capter dans des étangs pour créer des chutes actionnant les moulins à grain de la Clémencière et de Pontron.

### La guerre de Cent Ans
Pendant la guerre de Cent Ans, Pontron, ses habitants, moines, serviteurs et paysans des closeries ne furent pas épargnés. 
Ces destructions furent le fait des Anglais, en 1364, 1373 et vers 1445. Le père Denifle dans son œuvre indique que l’abbaye de Pontron avait été partiellement détruite et incendiée à ces trois dates et que les moines demandèrent au pape en 1372, 1388 et 1453, le bénéfice d’indulgences pour leur permettre de subsister et de reconstruire leur abbaye. La papauté répondit favorablement à chacune de ces suppliques. Les papes accordèrent vingt années d’indulgence à qui participerait à la reconstruction de l’abbaye.

### La Renaissance
Les reconstructions démarrèrent qu'au début du XVIe siècle. L'abbaye fut abandonnée durant plus d’un demi-siècle. Cette durée est suffisante pour expliquer un retour de la nature sur ces lieux et la destruction des documents écrits, par nature, fragiles. Le passage de l’abbaye sous le régime 
commendataire au XVIe siècle, a-t-il contribué à la disparition de la partie la plus ancienne des notices et des chartes ?
En 1521, l’abbé de Notre-Dame de Pontron rendait un aveu à François Ier, et lui exposait la situation de l’abbaye. D’après les apparences elle est riche étant donné l’importance, l’étendue, et la diversité de ses biens. En réalité elle est plutôt pauvre, les terres ne sont pas fertiles et rapportent peu. Le domaine, dépendances et abbaye, habitation des paysans, ont été ruinés par la guerre de Cent Ans. Pillages et incendies ont laissé partout des ruines. il a fallu tout réparer et même reconstruire. Des moines ont été pris en otage, il a fallu les racheter en versant de fortes rançons, les titres de propriété ont été perdus, détruits ou volés. En cette année de 1521, l’abbaye est forte de 18 religieux et 2 séculiers.

### La Révolution française
À la fin du XVIIIe siècle, l’abbaye semble arrivée à l’apogée de sa prospérité. La terre d’une étendue d’au moins 1750 hectares est mise en valeur et le sol, cultivé et aménagé, en bois régulièrement exploité. La recette de l’année 1790 s’élève à un peu plus de 23 700 livres. Les dépenses elles s’élèvent à plus de 21 300 livres et l’on note que l’abbaye se procure volailles, gibiers, beurre, œufs ainsi que dessert et sucreries. Les religieux usent de savon, huiles et épices, qu’à côté de six barriques de vin blanc et autant de vins rouges, ont été achetés cinquante bouteilles de vin de Malaga, trente sept bouteilles d’eau-de-vie et six de guignolet.
Le 7 janvier 1791 a lieu à Angers, la mise en vente par voie d’adjudication de la ci-devant abbaye de Pontron. Les immeubles et fermes au nombre de 44 sont mises à prix à 306 000 livres. Les nommés Boiviolette, Cesbron, Bardoul et Robineau portèrent enchères ce dernier étant déclaré adjudicataire pour la somme de 415 000 livres. Le mobilier, dont plusieurs pièces remarquables, est vendu en quatre jours pour la somme de 4919 francs et 4 sous, la bibliothèque, contenant plus de 1200 volumes est adjugée sur place comme rebut pour 101 francs au citoyen Quartier (dom Quartier). Le chartrier comprenant 21 volumes, un répertoire en 3 volumes avait été enlevé dès le mois d’octobre 1790 par l’archiviste du département. L’ensemble des archives furent remises par la suite à l’acquéreur du domaine M. de Robineau et ont depuis en grande partie disparu.
En 1795, l'abbaye est utilisée comme quartier-général par les chouans de l'Armée catholique et royale du Maine, d'Anjou et de la Haute-Bretagne. Le 8 septembre 1795, elle est le lieu d'un combat opposant les troupes républicaines commandées par le général Monet aux chouans commandés par Châtillon et Bourmont,
Dom Pequignot, dernier prieur de l’abbaye Notre-Dame de Pontron mourut à Pontron le 27 novembre 1818 et fut enterré dans le nouveau cimetière du Louroux où figure l’épitaphe suivante : « Ci gît dom Péquignot, prieur de l’abbaye de Pontron, de l’ordre de Cîteaux né à Betancourt, l’an 1742. Sa vie fut consacrée à l’exercice de toutes les vertus Chrétiennes. Depuis 1790, il devint l’hôte et l’ami de la famille de Robineau, qui lui a consacré ce monument. Il est mort à Pontron le 27 novembre 1818. Son exemple, ses vertus et ses bienfaits seront longtemps présents à la mémoire des habitants du Louroux ».

## Architecture et description
En 1852, les bâtiments où subsistaient notamment une admirable cheminée, sculptée à l’écusson des seigneurs de Montjean, la chapelle, les jardins, les cloîtres à colonnes, et ce qui restait encore ont été détruits et rasés en partie sur ordre du général de Lamoricière, neveu de Marie-Joseph-Louis-Gérôme Robineau, fils de Joseph Robineau, seigneur de Bouguenais, mousquetaire du roi, en partie par ses héritiers pour reconstruire alentour des fermes neuves. 
Le cartulaire laissé sur place durant la période révolutionnaire à la garde  des moines restants, ainsi que les archives ont été détruits avec les bâtiments, lorsque le général Lamoricière, propriétaire des lieux, en ordonna la démolition. Un très beau atlas terrier de Pontron datant de la fin du XVIIIe siècle, avant la Révolution, est conservé aux archives départementales de Maine-et-Loire à Angers.
Néanmoins, les lectionnaires, qui sont des livres liturgiques contenant les passages des lectures des offices dans la liturgie chrétienne, chantés les dimanches et les jours de fêtes, furent sauvés. Les lectionnaires et ses nombreuses enluminures sont conservés aux archives de la bibliothèque municipale d'Angers
Après les destructions de 1852, une partie des meubles et la grille principale auraient été transportées dans les châteaux voisins de La Bureliére, du Chillon et de La Mornais, L’autel de marbre d’Italie après avoir été dans l’église du Louroux fut érigé dans la chapelle de Saint-Philbert-de-Grand-Lieu, les stalles du chœur dans l’église de Blou. 
À partir de cette époque, il ne subsiste plus que les deux communs (deux corps de bâtiments parallèles), le logis du prieuré, le puits, le moulin à eau et une partie des systèmes d’irrigation et des réseaux hydrauliques.
Les grilles de l'abbaye se trouvent actuellement à l'entrée du parc intercommunal de la Burelière situé à La Cornuaille.

## Filiation et dépendances
Notre-Dame du Pontron est fille de abbaye de Louroux et mère du Melleray.